# Luis Macas
Luis Alberto Macas Ambuludí  (1950, Saraguro, Province de Loja) est un homme politique et intellectuel équatorien de la nationalité Kichwa. Diplômé en anthropologie, linguistique et jurisprudence, président de la CONAIE de 1990 à 1996, il est lauréat en 1994 du Prix Goldman pour l'environnement,  et devient en 1996 le premier député indigène élu au parlement national, pour le mouvement Pachakutik. 
Il est nommé ministre de l'agriculture en 2003 par le président Lucio Gutiérrez (élu avec le soutien du Pachakutik) en 2003, mais démissionne six mois plus tard en même temps que les autres ministres issus du Pachakutik, en désaccord avec la politique néo-libérale menée par le gouvernement. 
Il occupe encore entre 2004 et 2006 le poste de président de la CONAIE, une des organisations indigènes les plus importantes de l’Amérique latine, fonction qu’il avait déjà exercée de 1990 à 1996. Il s'est présenté en 2006 à l'élection présidentielle sous les couleurs du Pachakutik, et obtint 2,18 % des voix.